# Еверист (Канзас)
Еверист (енгл. Everest) град је у америчкој савезној држави Канзас.

## Демографија
По попису из 2010. године број становника је 284, што је 30 (-9,6%) становника мање него 2000. године.
| Група             | 2000.       | 2010.       |
| Белци             | 285 (90,8%) | 260 (91,5%) |
| Афроамериканци    | 9 (2,9%)    | 3 (1,1%)    |
| Азијати           | 0 (0,0%)    | 0 (0,0%)    |
| Хиспаноамериканци | 7 (2,2%)    | 14 (4,9%)   |
| Укупно            | 314         | 284         |